# Royal Rumble (2001)
Royal Rumble 2001 est le quatorzième Royal Rumble, pay-per-view de catch de la World Wrestling Federation. Il s'est déroulé le 21 janvier 2001 au New Orleans Arena de La Nouvelle-Orléans, Louisiane.
En France, cet évènement a fait l'objet d'une diffusion sur Canal+.

## Résultats
| #                                                          | Résultats                                                                                       | Stipulations                                           | Commentaires | Durée    |
| ---------------------------------------------------------- | ----------------------------------------------------------------------------------------------- | ------------------------------------------------------ | --- | -------- |
| Sunday Night Heat Royal Rumble Qualification match         | Lo Down (D'Lo Brown et Chaz) (avec Tiger Ali Singh) battent Kaientai (Taka Michinoku et Funaki) | Tag team match                                         | - Chaz a effectué le tombé sur Funaki pour avoir une partiticpation au Royal Rumble pour un membre de son équipe (bien que pendant le show Vince McMahon donnait la place à Drew Carey). | 01:57    |
| 1                                                          | The Dudley Boyz (Bubba Ray et D-Von) battent Edge et Christian (c)                              | Tag team match pour le WWF Tag Team Championship       | - Bubba Ray a effectué le tombé sur Edge après un 3D. | 09:59    |
| 2                                                          | Chris Jericho bat Chris Benoit (c)                                                              | Ladder match pour le WWF Intercontinental Championship | - Jericho décrochait la ceinture pour l'emporter. | 18:44    |
| 3                                                          | Ivory (c) (avec Steven Richards) bat Chyna                                                      | Match simple pour le WWF Women's Championship          | - Ivory a effectué le tombé sur Chyna. - Après le match, Chyna était (kayfabe) transportée dans une ambulance. | 03:32    |
| 4                                                          | Kurt Angle (c) (avec Trish Stratus) bat Triple H (avec Stephanie McMahon-Helmsley)              | Match simple pour le WWF Championship                  | - Angle a effectué le tombé sur Triple H après que Steve Austin l'eut frappé avec le titre de la WWF et lui eut porté un Stone Cold Stunner. - Pendant le match, Stephanie et Trish se sont battues. La bagarre devait être stoppée par Vince McMahon, mais les deux continuaient de se battre par derrière. | 24:16    |
| 5                                                          | Steve Austin a remporté le Royal Rumble 2001                                                    | Royal Rumble match                                     | - À l'arrivée de Steve Austin, Triple H est intervenu avant son entrée sur le ring et l'a tabassé pour son interruption lors du WWF Championship. | 01:01:55 |
| (c) désigne le champion défendant son titre dans le match. |                                                                                                 |                                                        | |          |

## Entrées et éliminations du Royal Rumble
Un nouvel entrant approximativement toutes les 2 minutes.
| Ordre d'entrée | Entrant            | Ordre d'élimination | Éliminé par               | Temps |
| -------------- | ------------------ | ------------------- | ------------------------- | ----- |
| 1              | Jeff Hardy         | 4                   | Matt Hardy                | 6:36  |
| 2              | Bull Buchanan      | 1                   | Matt Hardy et Jeff Hardy  | 2:08  |
| 3              | Matt Hardy         | 3                   | Jeff Hardy                | 4:45  |
| 4              | Faarooq            | 2                   | Matt Hardy et Jeff Hardy  | 0:58  |
| 5              | Drew Carey         | 5                   | lui-même                  | 2:54  |
| 6              | Kane               | 29                  | "Stone Cold" Steve Austin | 53:46 |
| 7              | Raven              | 9                   | Kane                      | 8:51  |
| 8              | Al Snow            | 8                   | Kane                      | 7:08  |
| 9              | Perry Saturn       | 10                  | Kane                      | 5:02  |
| 10             | Steve Blackman     | 7                   | Kane                      | 3:08  |
| 11             | Grand Master Sexay | 6                   | Kane                      | 1:03  |
| 12             | The Honky Tonk Man | 11                  | Kane                      | 1:16  |
| 13             | The Rock           | 28                  | Kane                      | 38:42 |
| 14             | The Goodfather     | 12                  | The Rock                  | 0:14  |
| 15             | Tazz               | 13                  | Kane                      | 0:05  |
| 16             | JBL                | 18                  | Undertaker                | 17:40 |
| 17             | Albert             | 20                  | Kane                      | 15:53 |
| 18             | Hardcore Holly     | 21                  | Undertaker                | 14:04 |
| 19             | K-Kwik             | 16                  | Big Show                  | 7:53  |
| 20             | Val Venis          | 22                  | Undertaker                | 10:22 |
| 21             | William Regal      | 14                  | Test                      | 2:01  |
| 22             | Test               | 15                  | Big Show                  | 2:08  |
| 23             | Big Show           | 17                  | The Rock                  | 1:23  |
| 24             | Crash Holly        | 19                  | Kane                      | 2:31  |
| 25             | Undertaker         | 25                  | Rikishi                   | 10:45 |
| 26             | Scotty 2 Hotty     | 23                  | Undertaker & Kane         | 0:46  |
| 27             | Steve Austin       | -                   | Vainqueur                 | 9:43  |
| 28             | Billy Gunn         | 27                  | "Stone Cold" Steve Austin | 7:22  |
| 29             | Haku               | 24                  | "Stone Cold" Steve Austin | 2:51  |
| 30             | Rikishi            | 26                  | The Rock                  | 2:35  |

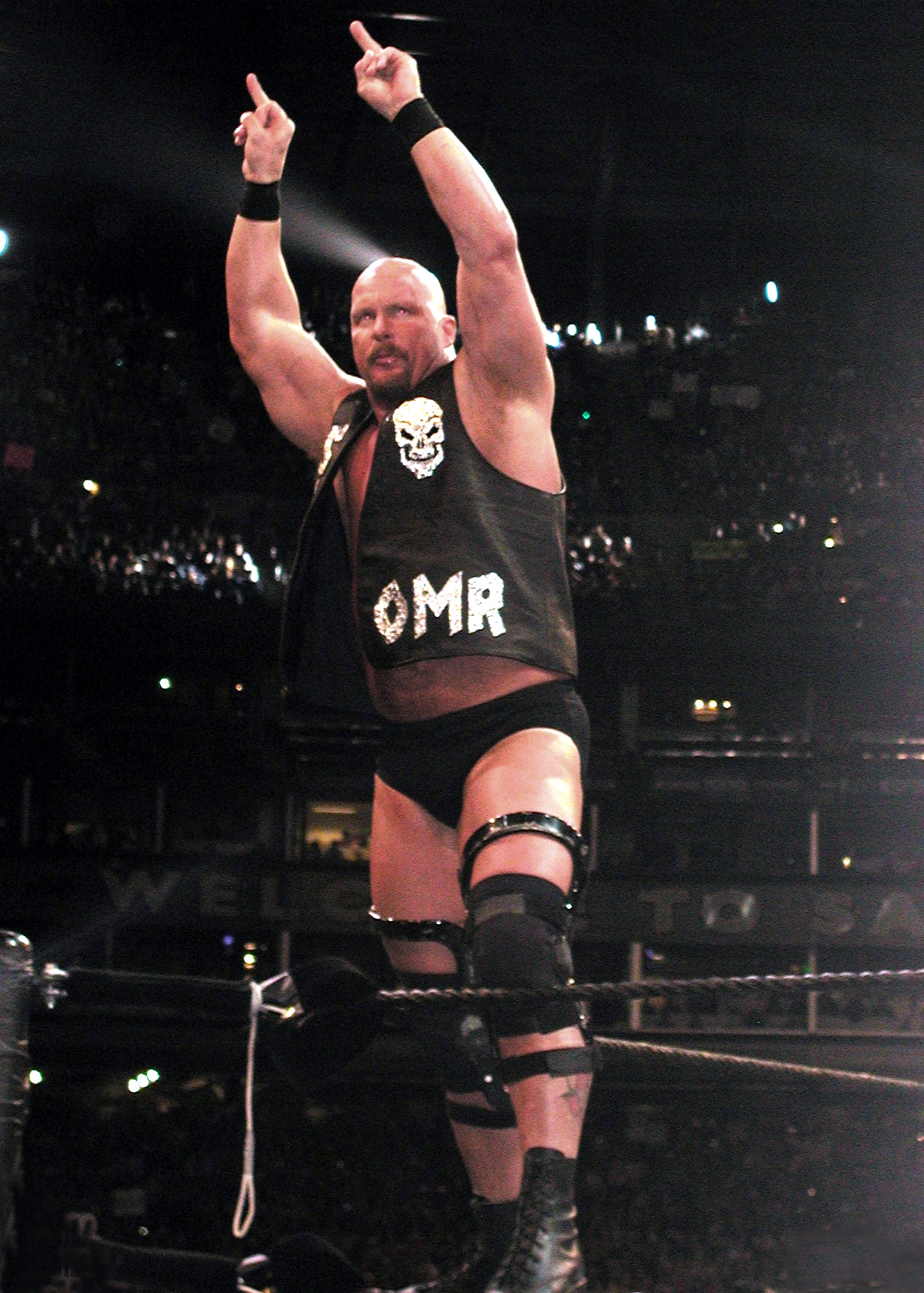
Steve Austin, vainqueur du Royal Rumble.

- Kane durant ce Royal Rumble a réalisé le record d'élimination (11 catcheurs) en un seul match. Ce record a été égalé puis dépassé par Roman Reigns lors du Royal Rumble 2014.(12 catcheurs)
- Stone Cold Steve Austin a réalisé le record de victoires des Royal Rumble avec 3 victoires (il a battu les records de Shawn Michaels et Hulk Hogan qui avaient 2 victoires). Ce record ne fut jamais égalé.
- Kane est resté le plus longtemps sur le ring avec 53 minutes et 46 secondes.
- Tazz est resté le moins longtemps sur le ring avec 0:05 secondes.
- Drew Carey est volontairement sorti du ring pour éviter d'affronter Kane.